# Kalle, Dharwad
Kalle là một làng thuộc tehsil Dharwad, huyện Dharwad, bang Karnataka, Ấn Độ.